# Бухун
Бухун (бур. Бухын — бычий, народное название Подсочка) — посёлок в Иркутском районе Иркутской области России. Входит в состав Гороховско муниципального образования.

## География
Находится примерно в 69 км к северу от районного центра.

### Внутреннее деление
Состоит из 3-х улиц и 2-х переулков.

## Инфраструктура
В населённом пункте функционирует начальная общеобразовательная школа.

## Население
| 2002 | 2010 | 2011 | 2012 |
| ---- | ---- | ---- | ---- |
| 132  | ↘81  | ↗82  | ↘76  |

По данным Всероссийской переписи, в 2010 году в посёлке проживал 81 человек (48 мужчин и 33 женщины).